# Phyllopsora africana
Phyllopsora africana är en lavart som beskrevs av Timdal & Krog. Phyllopsora africana ingår i släktet Phyllopsora och familjen Ramalinaceae.   Inga underarter finns listade i Catalogue of Life.